# Hermann Fabry junior
Hermann Josef Hubert Carl Fabry (* 5. März 1925 in Bochum) ist ein deutscher Dermatologe. 

## Werdegang
Hermann Fabry ist der Sohn von Hermann Fabry und Neffe von Johannes Fabry.
1943 legte er das Abitur am Gymnasium am Ostring in Bochum ab. In den Jahren 1943 bis 1948 studierte er Medizin in Bonn, Frankfurt am Main und Düsseldorf. 1951 wurde er bei Gustav Bodechtel in Düsseldorf promoviert. Von 1952 bis 1955 arbeitete er als Assistenzarzt bei Albin Proppe am Universitätsklinikum Kiel. 1955 ließ er sich als Dermatologe in Bochum nieder. 1957 übernahm er von seinem Vater die Leitung der Hautklinik Bochum.
In den Folgejahren erfolgte der systematische Ausbau der Hautklinik am St. Josef-Hospital Bochum zu einem überregionalen Zentrum zur Behandlung von Hautkrankheiten. 1975 brachte er die Hautklinik in das Bochumer Modell ein, das die klinische Ausbildung der Ärzte der Ruhr-Universität Bochum sicherstellt. Es folgte der Auf- und Ausbau des dermatologischen Forschungs- und Lehrapparates unter seiner Führung. 1979 wurde er zum Honorarprofessor ernannt. 1985 übergab er die Leitung der Hautklinik mit 44 Mitarbeitern an Peter Altmeyer. Seitdem ist er als Gutachter zur Feststellung von Berufsdermatosen tätig.
Fabry ist Ehrenmitglied der Hellenischen Dermatologischen Gesellschaft, Ehrenmitglied in der Arbeitsgemeinschaft der Berufsdermatologen in der deutschen dermatologischen Gesellschaft und Ehrenmitglied der Morbus Fabry Selbsthilfegruppe (MFSH).
2012 wurde ein Abbild seines Kopfes in Bronze gestiftet. Die Arbeit wurde von  Werner Klenk ausgeführt und steht heute im Hörsaalzentrum des St. Josef-Hospitals.

## Auszeichnungen
- 1981: Bundesverdienstkreuz